# Caribbula fleegeri
Caribbula fleegeri is een eenoogkreeftjessoort uit de familie van de Thompsonulidae. De wetenschappelijke naam van de soort is voor het eerst geldig gepubliceerd in 1990 door Huys & Gee.